# Louis Boutan
Pour les articles homonymes, voir Boutan.
Louis Marie-Auguste Boutan, né le 6 mars 1859 à Versailles (Yvelines) et mort le 6 avril 1934 à Tigzirt (Département d'Alger), est un biologiste et photographe français, pionnier de la photographie sous-marine.

## Biographie
Il est le fils d'Augustin Boutan, inspecteur général de l'instruction publique. Il fait des études de biologie et d’histoire naturelle à l’Université de Paris et devient préparateur adjoint à la Sorbonne à l'âge de vingt ans. En 1880, il est nommé chef-adjoint pour une mission en Australie et part avec la délégation française à l’exposition universelle de Melbourne. Il y reste dix-huit mois, parcourt le continent et identifie de nombreuses nouvelles espèces animales. Il observe aussi la culture de la vigne. Par ses conseils avisés, il sauve l' Australie du phylloxera. Lors du voyage du retour, il collecte un nombre important de bénitiers.
À l'invitation du professeur Henri de Lacaze-Duthiers, il se rend en 1884 au Laboratoire Arago de Banyuls-sur-Mer. Il va y étudier sur place pendant six étés la biologie marine. En 1886, il apprend à plonger et obtient son doctorat ès-sciences à Paris avec une thèse intitulée Recherches sur l'anatomie et le développement de la fissurelle. Comparaison de la fissurelle avec les types voisins. Utilisant le scaphandre pour étudier les animaux dans leur milieu naturel, il regrette alors de ne pouvoir en ramener des images. La même année, il est nommé maître de conférence en zoologie à la faculté de Lille.
En 1892, Boutan décide de photographier la vie sous-marine. Il fait construire en 1893 avec son frère Auguste une boîte étanche pour un appareil de type Détective à 6 plaques de 9 cm x 12 cm, avec lequel il prend plusieurs clichés en pose entre 3,5 et 11 m de fond. Encouragé par ces premiers résultats il fait construire ensuite un gros appareil amphibie à plaques de 18 x 24 cm et muni d'un objectif plus lumineux avec lequel il prend des photos instantanées. Il compense parfois l'absorption de la lumière solaire en profondeur avec un flash où un fil de magnésium brûle dans de l'oxygène, avec un temps de pose inférieur à la seconde. Il prendra enfin une photo télécommandée à l'aide d'un électroaimant et de deux arcs électriques étanches, en instantané à 50 m de profondeur,.
Il fait paraître, en 1900 chez Schleicher à Paris, La Photographie sous-marine et les progrès de la photographie. Il est alors nommé en Indochine et à son retour en 1906 donne des cours à la Faculté des sciences de Bordeaux. En 1915, il développe avec son frère un appareil de plongée pour l'Armée. Il deviendra plus tard directeur du laboratoire de zoologie d'Arcachon, puis inspecteur des pêches à Tigzirt, fonction qu'il conserve jusqu'à sa retraite. En 1925, il préside la Société zoologique de France. Il nous a laissé des manuels pour étudiants, deux monographies et environ 200 communications scientifiques.

## Publications
- Cours de botanique, Paris, Hachette, 1887, 288 p., in-18 (BNF 30149146)
- Cours de zoologie, Paris, O. Doin, 1897, 510 p., in-18 (BNF 31859416)
- La photographie sous-marine et les progrès de la photographie, Paris, Schleicher frères, 1900, VI-332 p. (BNF 30149148, lire en ligne)
- Recherches sur l'anatomie et de développement de la fissurelle : comparaison de la fissurelle avec les types voisins, université de Paris, 1886, texte en ligne disponible sur LillOnum
- Contribution à l'étude de la masse nerveuse ventrale (cordons palléaux-viscéraux) et de la collerette de la fissurelle, Paris, Extrait de : "Archives de zoologie expérimentale et générale". 2e série. Tome 6, texte en ligne disponible sur LillOnum
- Revue biologique du Nord de la France. 3e année, no 7, avril 1891, texte disponible sur LillOnum
- Revue biologique du Nord de la France. 2e année, no 12, septembre 1890, texte disponible sur LillOnum

## Distinctions
- Chevalier de la Légion d'honneur (10 décembre 1920)[4]